# 千々岩英一
千々岩 英一（ちぢいわ えいいち、1969年6月20日 - ）は、日本のヴァイオリニスト。

## 略歴
東京都出身。東京芸術大学音楽学部附属音楽高校を経て東京芸術大学を卒業。パリ音楽院にフランス政府給費留学生として学ぶ。ヴァイオリン科および室内楽科を審査員全員一致の一等賞で卒業、同音楽院第三課程を修了。
田中千香士、数住岸子、ピエール・ドゥーカン、フィリップ・ヒルシュホルン、ワルター・レヴィンに師事。
1998年よりパリ管弦楽団副コンサートマスターをつとめる。

## 使用楽器
1740年製のオモボノ・ストラディヴァリ（アントニオ・ストラディヴァリの次男により制作された物）